# Півруки (жест)

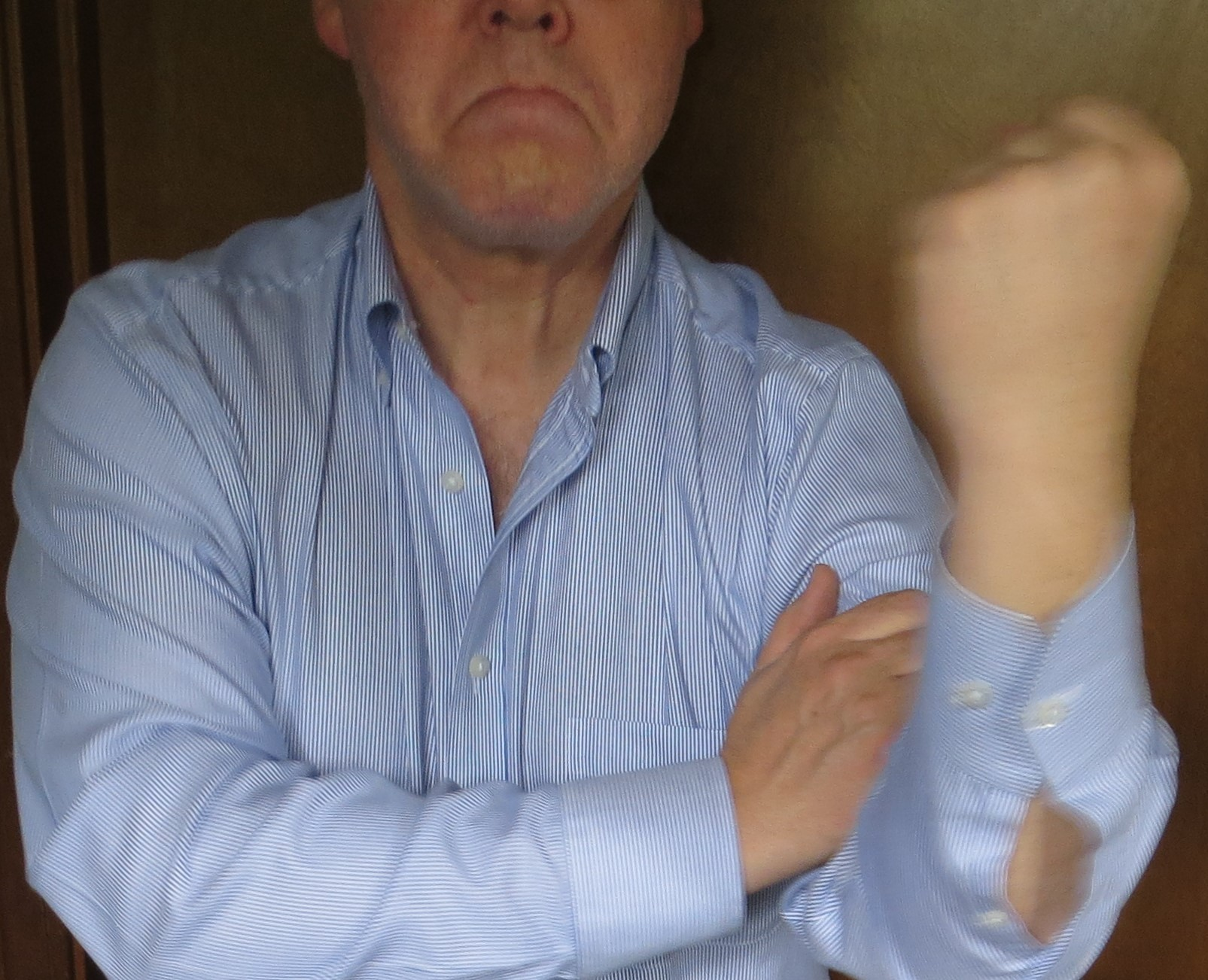
Жест «по лікоть»

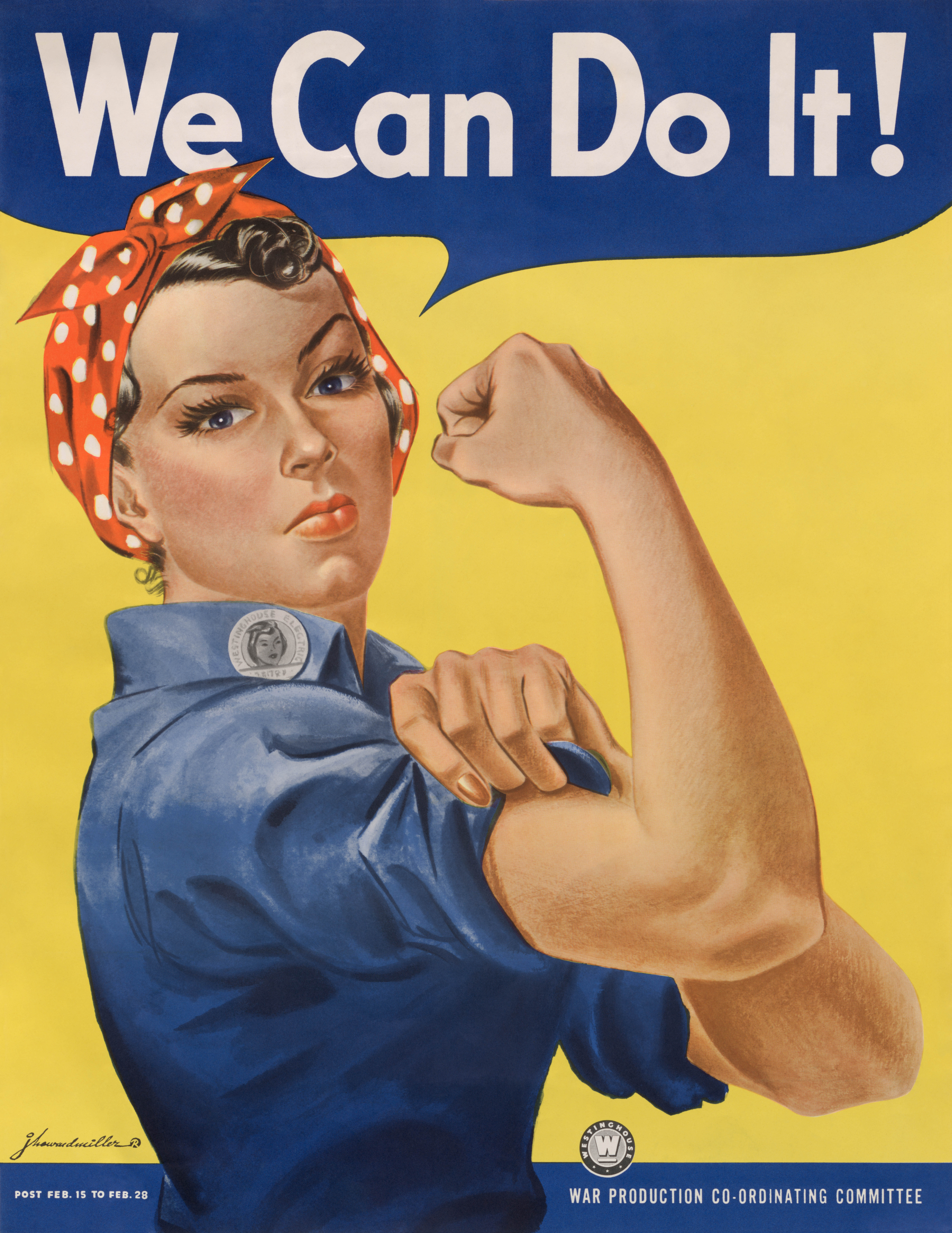
Американський післявоєнний плакат «We Can Do It!»

Жест по лікоть або Півруки, у Франції відомий як Рука честі (фр. Bras d'honneur) — загальновідомий образливий жест, який виражає відмову будь-кому на прохання. Полягає в згинанні в лікті правої руки приблизно 90-135°, у якому ліва кисть кладеться на ліктьовий згин правої, а права рука швидко згинається, чи навпаки. У багатьох країнах подібний жест використовується як символ грубої відмови та прямої образи. Синонімічний середнього пальця за значенням як фалічний символ.

## Історія
Жест був відомий ще в античності. У 121 р. до н. е. цей жест, яким ліктор Антилій образив у народних зборах прихильників Гая Гракха, спричинив вбивство ліктора, а останнє у свою чергу — приводом для збройного зіткнення, в якому загинув Гракх.

## Жест в різних країнах

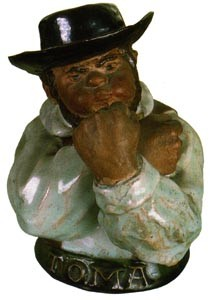
Фігурка португальського народного персонажу Зе Повінью, що демонструє жест

- У Польщі цей жест називається жестом Козакевича (пол. gest Kozakiewicza) на честь польського стрибуна з жердиною Владислава Козакевича,  чемпіона Олімпіади 1980 року в Москві. Після свого переможного стрибка Козакевич показав подібний жест глядачам, котрі постійно його освистували. Поляка хотіли позбавити медалі, проте польська делегація переконала радянських організаторів у тому, що Козакевич нікого не хотів образити, а руку мимохіть зігнув через м'язовий спазм.
- У Хорватії цей жест зветься Боснійський герб (хорв. Bosanski grb), оскільки саме зображення зігнутої в лікті руки з мечем було гербом Боснії за часів існування Австро-Угорщини.
- В Італії жест називається Парасолька (італ. Gesto dell'ombrello), його найвідоміша згадка — поява його у фільмі Федеріко Фелліні «Мамині синочки». Герой Альберто Сорді показує групі робітників спочатку власний язик, а потім і жест по лікоть.
- У Колумбії цей жест зветься «ходете» (ісп. jódete) або «фрієгате» (ісп. friégate).
- У Португалії сенс подібного жесту під назвою «мангіту» (порт. manguito) неоднозначний: з одного боку, це відверта образа; з іншого боку, це фірмовий жест одного із символів Португалії — Зе Повінню.
- У Мексиці цей жест відомий під назвою «зріз рукава» (ісп. corte de manga) і, як і в багатьох країнах, є образливим. Зокрема, мексиканський футбольний тренер Хав'єр Агірре, працюючи на посаді наставника збірної Єгипту, в матчі проти Тунісу в листопаді 2018 року двічі показав цей жест туніським вболівальникам, викликавши їх крайнє обурення[1].